# أونا باينز
أونا باينز (بالإنجليزية: Una Baines)‏ هي طبالة بريطانية، ولدت في 1 أبريل 1957 في مانشستر في المملكة المتحدة.

## وصلات خارجية
- أونا باينز على موقع ميوزك برينز (الإنجليزية)
- أونا باينز على موقع أول ميوزيك (الإنجليزية)
- أونا باينز على موقع ديسكوغز (الإنجليزية)